# كومابيو
كومابيو هي كومونا (بلدية) في مقاطعة فاريزي في المنطقة الإيطالية لومباردي ، وتقع على بعد حوالي 50 كيلومتر (31 ميل) شمال غرب ميلانو وحوالي 13 كيلومتر (8 ميل) جنوب غرب فاريزي . وفي 31 من ديسمبر عام 2004 ، بلغ عدد سكانها 1025 نسمة وبلغت مساحتها 4.8 كيلومتر مربع (1.9 ميل2) . 
وتحد كومابيو البلديات التالية: ميركالو و أوسميت وسيستو كاليندي وتيرنات وترافيدونا وفيرجيات وفارانو بورجي ومونيت